# السياسة الخارجية للولايات المتحدة في الشرق الأوسط

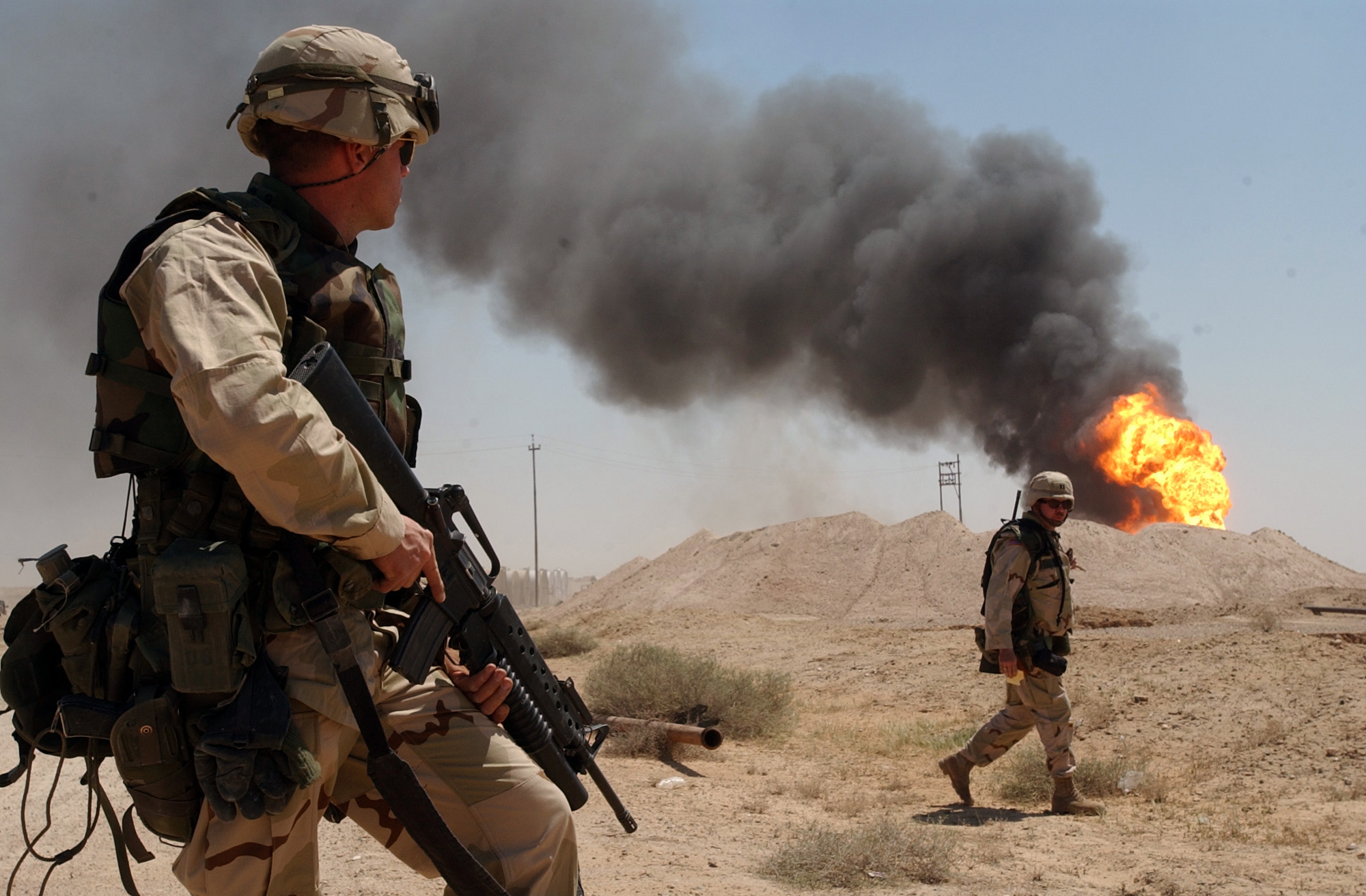

للسياسة الخارجية الأمريكية في الشرق الأوسط جذور تعود إلى الحروب الأمريكية في البحر المتوسط خلال الأعوام الأولى لتأسيس الولايات المتحدة، لكن سياستها الخارجية أصبحت أكثر شمولًا عقب الحرب العالمية الثانية. حاولت السياسة الأمريكية خلال الحرب الباردة منع الاتحاد السوفياتي من فرض هيمنته على المنطقة عن طريق دعم الأنظمة المناهضة للشيوعية ودعم إسرائيل ضد الدول العربية المدعومة من الاتحاد السوفياتي. حلّت الولايات المتحدة الأمريكية محلّ المملكة المتحدة باعتبارها الراعي الأمني الرئيس لدول الخليج العربي منذ ستينيات وسبعينيات القرن الماضي، فعملت على توفير تدفق ثابتٍ من النفط الخليجي. منذ أحداث الحادي عشر من شهر سبتمبر عام 2001، شملت السياسة الخارجية الأمريكية تشديد مكافحة الإرهاب. للولايات المتحدة الأمريكية علاقات دبلوماسية مع جميع بلدان الشرق الأوسط باستثناء إيران التي اندلعت فيها ثورة عام 1979، وجلبت بدورها نظامًا مناهضًا بشدة لأمريكا.
مؤخرًا، تشمل أولويات حكومة الولايات المتحدة في الشرق الأوسط حلّ الصراع العربي الإسرائيلي والحد من انتشار أسلحة الدمار الشامل في الدول الإقليمية.

## تاريخ
كانت علاقة الولايات المتحدة مع الشرق الأوسط محدودة قبل الحرب العالمية الأولى، لكن العلاقات الاقتصادية وُجدت في أوائل القرن التاسع عشر. أسس الرئيس الأمريكي آندرو جاكسون علاقات رسمية مع سلطان مسقط وعمان عام 1833 (لاحظ السلطان أن الولايات المتحدة قد تعيد ميزان القوى إلى المنطقة بعد هيمنة بريطانيا الهائلة عليها). افتُتحت العلاقات التجارية بين الولايات المتحدة وبلاد فارس عام 1857، بعدما أقنعت بريطانيا الحكومة الفارسية بعدم إقرار معاهدة شبيهة بالسابقة عام 1851.

استولت بريطانيا وفرنسا على معظم ممتلكات الإمبراطورية العثمانية عقب هزيمتها في الحرب العالمية الأولى. شكّلت بريطانيا وفرنسا انتدابات على الدول بموجب عصبة الأمم. رفضت الولايات المتحدة المشاركة في أي انتداب ضمن المنطقة، وكانت دولة «محبوبة ومحترمة في الشرق الأوسط». فعلًا، اعتُبر الأمريكيون «شعبًا طيبًا، وغير ملوث بالأنانية وازدواجية المعايير، وهي صفات رُبطت بالأوروبيين». جلب المبشرون المسيحيون الأمريكيون الطب الحديث إلى الشرق الأوسط، وشيّدوا مؤسسات تعليمية في كافة أنحاء الشرق الأوسط، فكانت تلك المؤسسات مصاحبة لعملية التحول الديني التي أجراها المبشرون. بالإضافة لذلك، وفرت الولايات المتحدة للشرق الأوسط مهندسي نفط ماهرين. لذا، ظهرت بعض أشكال التواصل بين الولايات المتحدة والشرق الأوسط قبل الحرب العالمية الثانية. تُعتبر اتفاقية الخط الأحمر المؤقعة عام 1928 واتفاقية النفط الأنجلو–أمريكية الموقعة عام 1944 أحد أمثلة التعاون بين الولايات المتحدة والشرق الأوسط. كانت كلتا الاتفاقيتين ملزمتان قانونيًا، وعكستا اهتمام الولايات المتحدة بالسيطرة على مصادر الطاقة في الشرق الأوسط، أبرزها النفط، وعكست أيضًا «الواجب الأمني الأمريكية المتمثل بمنع ظهور (أو إعادة بروز) خصم إقليمي قوي». كانت اتفاقية الخط الأحمر «جزءًا من شبكة من الاتفاقيات التي أُبرمت في عشرينيات القرن الماضي لتقييد إمدادات البترول وضمان إمكانية تحكّم الشركات الكبرى (معظمها أمريكية) بأسعار النفط في الأسواق العالمية». تحكمت اتفاقية الخط الأحمر بنمو قطاع النفط في الشرق الأوسط على مر العقدين التاليين. ارتكزت اتفاقية البترول الأنجلو–أمريكية من عام 1944 على المحادثات التي دارت بين الولايات المتحدة وبريطانيا حول السيطرة على نفط الشرق الأوسط. في الأسفل كلامٌ جهزه الرئيس الأمريكي فرانكلن دي. روزفلت ليخاطب به السفر البريطاني عام 1944:
«النفط الفارسي... لكم. سنتشارك نفط العراق والكويت. أما نفط السعودية، فهو لنا».
في الثامن من شهر أغسطس عام 1944، وُقعت اتفاقية البترول الأنجلو–أمريكية، وقُسّم إثرها نفط الشرق الأوسط بين الولايات المتحدة وبريطانيا. بالتالي، لاحظ العالم السياسي فريد إتش. لاوسون أن المسؤولين الأمريكين دعموا موقف بلدهم في شبه الجزيرة العربية بحلول منتصف العام 1944 عبر إبرام اتفاقية البترول الأنجلو–أمريكية، والتي حمت بدورها «كلّ عقود الامتيازات الملزمة والحقوق المُحصلة قانونيًا» التي تنتمي بدورها إلى الموقعين، وأسست مبدأ «الفرصة المساوية» في تلك المناطق التي لم تُوقَّع فيها أي امتيازات بعد. فوق ذلك، يلخص العالم السياسي إرفين أندرسون مصالح الولايات المتحدة في الشرق الأوسط خلال أواخر القرن التاسع عشر وأوائل القرن العشرين بقوله «أهم حدثٍ في تلك الفترة هو انتقال الولايات المتحدة من وضع مصدر صافٍ للبترول إلى مستورد صافٍ».
بحلول نهاية الحرب العالمية الثانية، أصبحت الولايات المتحدة الأمريكية تعتبر منطقة الشرق الأوسط «أكثر المناطق الاستراتيجية أهميةً في العالم»، و«إحدى أضخم الغنائم المادية في تاريخ العالم»، وفقًا لما قاله نعوم تشومسكي. لذاك السبب، لم تنخرط الولايات المتحدة بشكل مباشر في منطقة الشرق الأوسط حتى فترة الحرب العالمية الثانية تقريبًا. في تلك الفترة، كانت المنطقة تمرّ بتغيرات سياسية واقتصادية واجتماعية كبرى، وبالتالي كان الشرق الأوسط غارقًا في اضطراب داخلي. من الناحية السياسية، شهد الشرق الأوسط في تلك الفترة ارتفاعًا مفاجئًا في شعبية السياسات القومية وعددًا متزايدًا من الجماعات السياسية القومية، والتي ساهمت في جلب الكثير من المتاعب للقوتين الاستعماريتين، بريطانيا وفرنسا.
يشرح عالم التاريخ جاك واتسون أن «الأوروبيين لم يتمكنوا من الحفاظ على تلك الأراضي لأجل غير مسمى في وجه القومية العربية». يكمل واتسون قائلًا «بحلول نهاية العام 1946، كانت فلسطين آخر دولة منتدبة في المنطقة، لكنها شكلت معضلة كبرى». في الحقيقة، اصطدم الاتجاه السياسي القومي بالمصالح الأمريكية في الشرق الأوسط، والتي كانت متعلقة بـ «الاتحاد السوفياتي والوصول إلى النفط ومشروع الدولة اليهودية في فلسطين» على حد تعبير مؤرخ الشرق الأوسط لويس فاوسيت. وهكذا، وصف السفير المستعرب رايموند هير الحرب العالمية الثانية باعتبارها «الانقسام الأكبر» في علاقات الولايات المتحدة مع الشرق الأوسط، لأن تلك المصالح الثلاث الأمريكية ستصبح خلفية وسبب معظم التدخلات الأمريكية في شؤون الشرق الأوسط، وأصبحت سبب العديد من الصراعات المستقبلية بين الولايات المتحدة والشرق الأوسط.

## تأسيس إسرائيل
في عام 1947، دفعت الولايات المتحدة وإدارة ترومان –بعد تعرضها لضغوط سياسية محلية– لإيجاد حل دائم للصراع العربي الإسرائيلي، وفي شهر مايو من عام 1948، تأسست دولة إسرائيل الجديدة. لم تجرِ تلك العملية بلا قتال أو خسارة في الأرواح. لكن بصرف النظر عن ذلك، كانت الولايات المتحدة أول دولة توسع اعترافها الدبلوماسي بإسرائيل، بينما تبعها الاتحاد السوفياتي وعدد من الدول الأوروبية الأخرى على الفور. لم تعترف أي دولة عربية بإسرائيل.

## سوريا: 1949
أصبحت سوريا جمهورية مستقلة عام 1946، لكن انقلاب مارس عام 1949 الذي قاده رئيس الأركان حسني الزعيم أنهى فترة الحكم المدني في البلاد. التقى الزعيم بعملاء وكالة الاستخبارات المركزية الأمريكية 6 مرات على الأقل في الأشهر السابقة للانقلاب من أجل مناقشة خطته الساعية للاستحواذ على السلطة. طلب الزعيم تمويلًا أمريكيًا أو دعمًا عسكريًا، لكن من غير المعروف ما إذا قدّمت الولايات المتحدة هذه المساعدة أم لا. عندما أصبح الزعيم في السلطة، أصدر عدة قرارات تصب في مصلحة الولايات المتحدة. فوافق على خط أنابيب تابلاين، وهو مشروع أمريكي صُمم لنقل النفط السعودي إلى موانئ البحر المتوسط. تأخر بناء خط أنابيب تابلاين جراء تصلّب الموقف السوري. حسّن الزعيم علاقات بلاده مع حليفين أمريكيين في المنطقة، هما إسرائيل وتركيا. فوقّع هدنة مع إسرائيل عام 1949 منهيًا بذلك حرب الـ 1948، وتنازل عن مطالب سوريا بإقليم هاتاي التركي، وهو مصدر نزاع كبير بين سوريا وتركيا. لاحق الزعيم وقمع الشيوعيين في سوريا. لكن نظام حسني الزعيم لم يدم طويلًا، وخُلع عن السلطة في شهر أغسطس –أي بعد 4 أشهر ونصف من استحواذه على السلطة.